# El Periquillo Sarniento

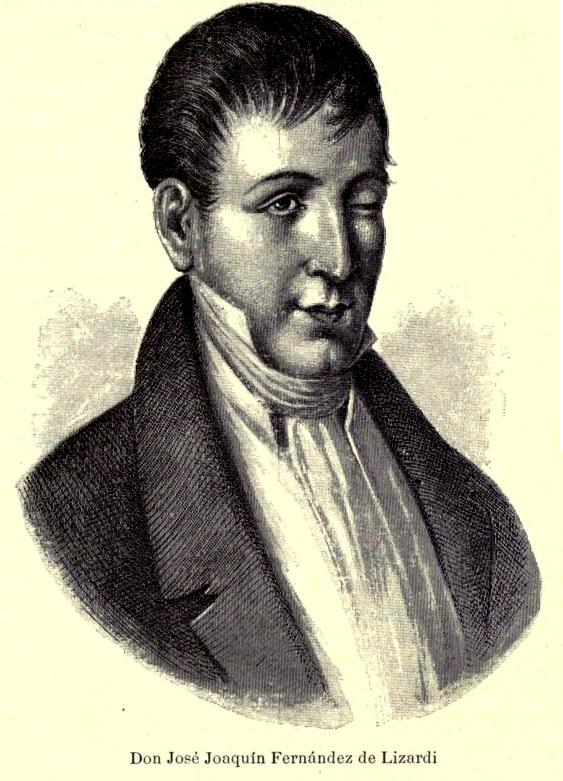
Retrato del autor.

El Periquillo Sarniento es la obra cumbre del escritor mexicano José Joaquín Fernández de Lizardi, publicada por primera ocasión en 1816 durante la guerra de Independencia de México y considerada la primera novela hispanoamericana. Aunque El Periquillo Sarniento fue escrito en 1816, por causa de censura gubernamental los últimos cuartos volúmenes de la novela no fueron publicados hasta 1831. 
A Lizardi se lo ha reconocido como el precursor de la literatura romántica en México, un autor producto de la Ilustración y de naturaleza rebelde. Publicó uno de los primeros periódicos del México insurgente, al cual tituló con lo que después sería su seudónimo, el Pensador Mexicano; la imprenta fue clausurada por el gobierno virreinal con la acusación de que estimulaba perniciosamente la imaginación de sus lectores y podía causar otra rebelión en la Nueva España.
La novela es una obra satírica sobre un personaje pintoresco de origen popular, Pedro Sarmiento, alias «el Periquillo Sarniento», sus venturas y desventuras, su vida y su muerte, todo lo cual transcurre a finales del régimen virreinal en México. La novela tiene un elevado valor testimonial, y según el escritor y filósofo español Fernando Savater: «En el fondo, los malos de esta novela contribuyen a divertirnos y entretenernos».
El Periquillo Sarniento puede leerse como una novela de construcción nacional, escrita en un momento crítico en la transición de México (e Hispanoamérica en general) de los virreinatos a la independencia. Jean Franco ha caracterizado la novela como "una acusación feroz de la administración española en México: la ignorancia, la superstición y la corrupción se consideran sus características más notables".
Su lenguaje está repleto de mexicanismos, chistes, formas de hablar típicas del pueblo y del hampa porque Periquillo es un pillo y ladrón.
Sus tres primeros tomos aparecieron en 1817, mientras que el cuarto fue censurado por criticar la esclavitud. No se publicaron completos hasta 1830, ya muerto Lizardi, pues durante el virreinato estaba prohibido leer ciertas obras de ficción (aunque circulaban clandestinas), porque se consideraba que fomentaban un uso «ocioso» de la imaginación y el pensamiento, y en especial por su repercusión en la crítica social.